# Галицино (Ставропольский край)
Гали́цино — село в Кочубеевском районе (муниципальном округе) Ставропольского края России.

## Варианты названия
- Голицино,
- Голицинское,
- Голицыно[3].

## География
Расположено на левом берегу реки Кубань, в 25 км к северо-западу от районного центра Кочубеевское и в 65 км к юго-западу от Ставрополя.

## История
25 октября 1961 года исполком Ставропольского крайсовета депутатов трудящихся, рассмотрев ходатайство Кочубеевского райисполкома, принял решение: образовать на территории района Балахоновский сельский совет с центром в селе Богословском, передать в состав сельсовета сёла Богословское, Галицино, хутор Ураковский и аул Карамурзинский, исключив их из состава Заветненского сельсовета.
До 16 марта 2020 года Галицино село входило в упразднённый Балахоновский сельсовет.

## Население
| 1989 | 2002 | 2010 | 2014 |
| ---- | ---- | ---- | ---- |
| 348  | ↘339 | ↗354 | ↘300 |

Национальный состав
По данным Всероссийской переписи населения 2010 года:
| Народ         | Численность, чел. | Доля от всего населения, % |
| ------------- | ----------------- | -------------------------- |
| русские       | 252               | 71,2 %                     |
| армяне        | 35                | 9,9 %                      |
| азербайджанцы | 17                | 4,8 %                      |
| черкесы       | 10                | 2,8 %                      |
| другие        | 40                | 11,3 %                     |
| всего         | 354               | 100 %                      |

## Инфраструктура
Медицинскую помощь оказывает фельдшерско-акушерский пункт.

## Кладбища
- Общественное открытое кладбище площадью 15 тыс. м²[11].